# 鈴木音高
鈴木 音高（すずき おとたか、文久2年7月8日（1862年8月3日） - 1924年2月28日）または山岡 音高（やまおか おとたか）は、静岡県出身の自由民権運動家。静岡事件（1886年）の中心人物の一人として知られる。
のちにアメリカ合衆国のシアトルに移住して実業家となった。幼少時に山岡家から鈴木家に養子に入り、静岡事件で服役中の1893年（明治26年）に山岡姓に復している。一方、講談社『日本人名大辞典』では「鈴木音高」で立項されている。
長男は東京裁判の日本側弁護人をつとめたジョージ山岡。

## 経歴
文久2年7月8日、幕臣山岡景連とその妻佐々木のぶの次男として産まれる。戸籍上の出生地は駿河国庵原郡辻村（現・静岡市清水区）であるが、寺崎修による音高の遺族からの聞き取りによれば、音高は景連が松前藩に出仕中、北海道（蝦夷地）で産まれたはずだという。幼名は音次郎。兄に、憲政党・立憲政友会の静岡県支部幹事をつとめた山岡昂三（安政3年（1856年）生）がいる。遠江国豊田郡中泉村（現・磐田市）の士族・鈴木帰作の養子となり、明治5年（1872年）5月4日家督を相続した。
1875年（明治8年）、13歳で上京し、フランス語を学んだのち、中江兆民の仏学塾で2年間法学などを学ぶ。1879年（明治12年）静岡に戻り小学校教師となる。1882年（明治15年）、自由党支部として設立された岳南自由党に参加する。1883年（明治16年）、代言人試験に合格。同年4月頃から、兄の山岡昂三、西村藤三郎、湊省太郎らとともに、岳南自由党員として政談演説会にいそしむ。

### 静岡事件
1883年10月13日、磐田郡見附宿（現・磐田市）附近の劇場で「国民の義務」という論題で演説中、警察官から中止命令を受ける。これをきっかけとして、10月19日、静岡県令大迫貞清から県内での1年間の演説禁止処分を受ける。さらに10月26日、集会条例に基づく内務卿山田顕義の指令により、大迫県令から全国での1年間の演説禁止処分を受けたことで、政府転覆を決意する。
1883年末あるいは1884年（明治17年）初頭、湊省太郎、真野真恷、鈴木辰三、西村藤三郎らと政府転覆の盟約を結び、その後に浜松の中野二郎三郎を同志とする。1884年3月、中野二郎三郎とともに、東京で開かれた自由党大会に参加し、のちに加波山事件に参加する富松正安・仙波兵庫らや、群馬事件に参加する深井卓爾・伊賀我何人らと連絡を取り合う。
1884年7月13日、湊省太郎、宮本鏡太郎、広瀬重雄、村上佐一郎らと協議し、挙兵のための軍資金集めと同志の脱落および秘密の漏洩を防ぐために強盗の実行を決定、ただちに実行に移す。しかし、思うように資金が集まらず、しかも10月には加波山事件・秩父事件が相次いで発生し、さらに12月には飯田事件・名古屋事件の関係者が相次いで検挙されたため、12月末には強盗を中止した。1885年（明治18年）10月頃から湊省太郎らは挙兵計画を要人暗殺に切り替えることを主張、鈴木音高はこれに反対し、急速に指導力を失っていく。なお、事件の首謀者は鈴木音高とされることが多いが、原口清は、挙兵計画と暗殺計画はもともと別個に進められたもので、事件の首謀者は音高ではなく湊省太郎だった、と主張している。
1886年（明治19年）6月11日、警視庁が東京府京橋区で湊省太郎を逮捕したのを皮切りに、翌12日から東京府下で事件関係者の一斉検挙が行われた。音高も12日に逮捕されている（静岡事件）。
この事件は自由民権運動最後の激化事件となったが、政府は内乱罪の適用を意図的に回避し、関係者は国事犯ではなく強盗犯として裁かれた。音高は1887年（明治20年）7月13日東京重罪裁判所で有期徒刑14年の判決を受ける。石川島監獄署、東京仮留監を経て、1888年（明治21年）10月13日、他の事件関係者とともに北海道空知監獄署に押送された。
入獄中の1893年（明治26年）2月14日、山岡家に復籍した。
1897年（明治30年）1月31日、英照皇太后の死去にともなう大赦のため刑期4分の1を減刑される。この時点でも、静岡事件関係者のうち山岡音高・宮本鏡太郎・鈴木辰三・中野二郎三郎の4人はまだ刑期を残していたが、司法大臣清浦奎吾の特赦申請により、7月12日に特赦放免され、公民権を回復した。

### 米国移民事件
1898年（明治31年）、アメリカ合衆国のワシントン州シアトルに渡る。グレート・ノーザン鉄道のシアトルまでの延伸計画にともない、日本人工事人夫を供給するため、「東洋貿易会社」（The Oriental Trading Co.）を設立した。
1899年（明治32年）に一時帰国。憲政党（1900年より立憲政友会）静岡支部幹事として静岡県当局にパイプのあった実兄の山岡昂三と共謀し、県当局と結託して、1900年（明治33年）1月から旅券を不正に大量発給させる。同年8月、政友会静岡支部の内紛をきっかけとして事件が発覚し、昂三は8月23日に逮捕され、1901年5月22日、私文書偽造行使・詐欺受免状で重禁錮6月・罰金20円の判決を受けた。しかし音高自身は、アメリカに戻っていたため逮捕を逃れている。

### 日系移民としての後半生
1902年（明治35年）10月27日、ロサンゼルス在住の日本人開業医渡辺準哉の妹・じやうと結婚した。翌1903年（明治36年）1月26日、長男譲爾（ジョージ）が生まれる。
1903年1月、渡米してきた奥宮健之に多大な援助を行う。12月、シアトルで日本語紙『新日本』を発刊した。
日露戦争に際しては日本政府に軍資として金505円余を献納しており、銀杯を下賜されている。
1907年（明治40年）5月、サンフランシスコの日本人学童隔離問題の解決のため一時帰国し、外務省に陳情、各地で講演旅行を行う。
1917年（大正6年）、小沢孝雄対合衆国事件支援のため、第1回太平洋沿岸日本人協議会にシアトル代表の一人として参加。
1919年（大正8年）、国際労働会議第1回大会に際し、北米連絡日本人会を代表して日本側委員らと面会する。
1922年（大正11年）、伊藤痴遊をシアトルに招待した。
1924年（大正13年）2月28日、シアトルで心臓麻痺のため死去した。

## 研究
1982年（昭和57年）に手塚豊と寺崎修が、牧野伸顕関係文書（国立国会図書館憲政資料室所蔵）に含まれていた静岡事件関係者の供述書・警察訊問調書を発掘紹介し、これによって事件の研究が飛躍的に進んだ。